# Ligustrales
Ligustrales is een botanische naam, voor een orde van bloeiende planten: de naam is gevormd uit de familienaam Ligustraceae. Het Wettstein-systeem gebruikte deze naam voor een orde met de volgende samenstelling:
- orde Ligustrales
  - familie Oleaceae